# Oxiderande syror
Oxiderande syror är en grupp starka syror där anjonen kan verka som oxidationsmedel.
Hit räknas bland annat salpetersyra, svavelsyra, kromsyra och perklorsyra, liksom de mycket kraftiga oxidationsmedlen Kungsvatten och perdisvavelsyra.